# 布鲁姆黑腹菌
布鲁姆黑腹菌（学名：Melanogaster broomeianus）是属于牛肝菌目黑腹菌科黑腹菌属的一种担子菌。该种分布于中国、新西兰、俄罗斯、瑞典、捷克、奥地利、德国、比利时、瑞士、意大利、法国、英国、西班牙、美国、北非等地。